# Norwich South (circonscription britannique)
Pour les articles homonymes, voir Norwich (homonymie).
Circonscription parlementaire de la Chambre des communes
La circonscription de Norwich South est une circonscription électorale anglaise située dans le Norfolk, et représentée à la Chambre des communes du Parlement britannique.

## Géographie
La circonscription comprend:
- La partie sud de la ville de Norwich

## Députés
Les Members of Parliament (MPs) de la circonscription sont:
| Législature                    | Années       | Député          | Député              | Parti             |
| ------------------------------ | ------------ | --------------- | ------------------- | ----------------- |
| Norwich South issue de Norwich |              |                 |                     |                   |
| 39e                            | 1950–1951    |                 | Henry Strauss       | Conservateur      |
| 40e                            | 1951–1955    |                 | Henry Strauss       | Conservateur      |
| 41e                            | 1955–1957    | Geoffrey Rippon |                     | Conservateur      |
| 42e                            | 1959–1964    | Geoffrey Rippon |                     | Conservateur      |
| 43e                            | 1964–1966    |                 | Christopher Norwood | Travailliste      |
| 44e                            | 1966–1970    |                 | Christopher Norwood | Travailliste      |
| 45e                            | 1970–1974    |                 | Thomas Stuttaford   | Conservateur      |
| 46e                            | 1974–1974    |                 | John Garrett        | Travailliste      |
| 47e                            | 1974–1979    |                 | John Garrett        | Travailliste      |
| 48e                            | 1979–1983    |                 | John Garrett        | Travailliste      |
| 49e                            | 1983–1987    |                 | John Powley         | Conservateur      |
| 50e                            | 1987–1992    |                 | John Garrett (2)    | Travailliste      |
| 51e                            | 1992–1997    |                 | John Garrett (2)    | Travailliste      |
| 52e                            | 1997–2001    | Charles Clarke  |                     | Travailliste      |
| 53e                            | 2001–2005    | Charles Clarke  |                     | Travailliste      |
| 54e                            | 2005–2010    | Charles Clarke  |                     | Travailliste      |
| 55e                            | 2010–2015    |                 | Simon Wright        | Libéral-démocrate |
| 56e                            | 2015–2017    |                 | Clive Lewis         | Travailliste      |
| 57e                            | 2017–2019    |                 | Clive Lewis         | Travailliste      |
| 58e                            | 2019–Présent |                 | Clive Lewis         | Travailliste      |

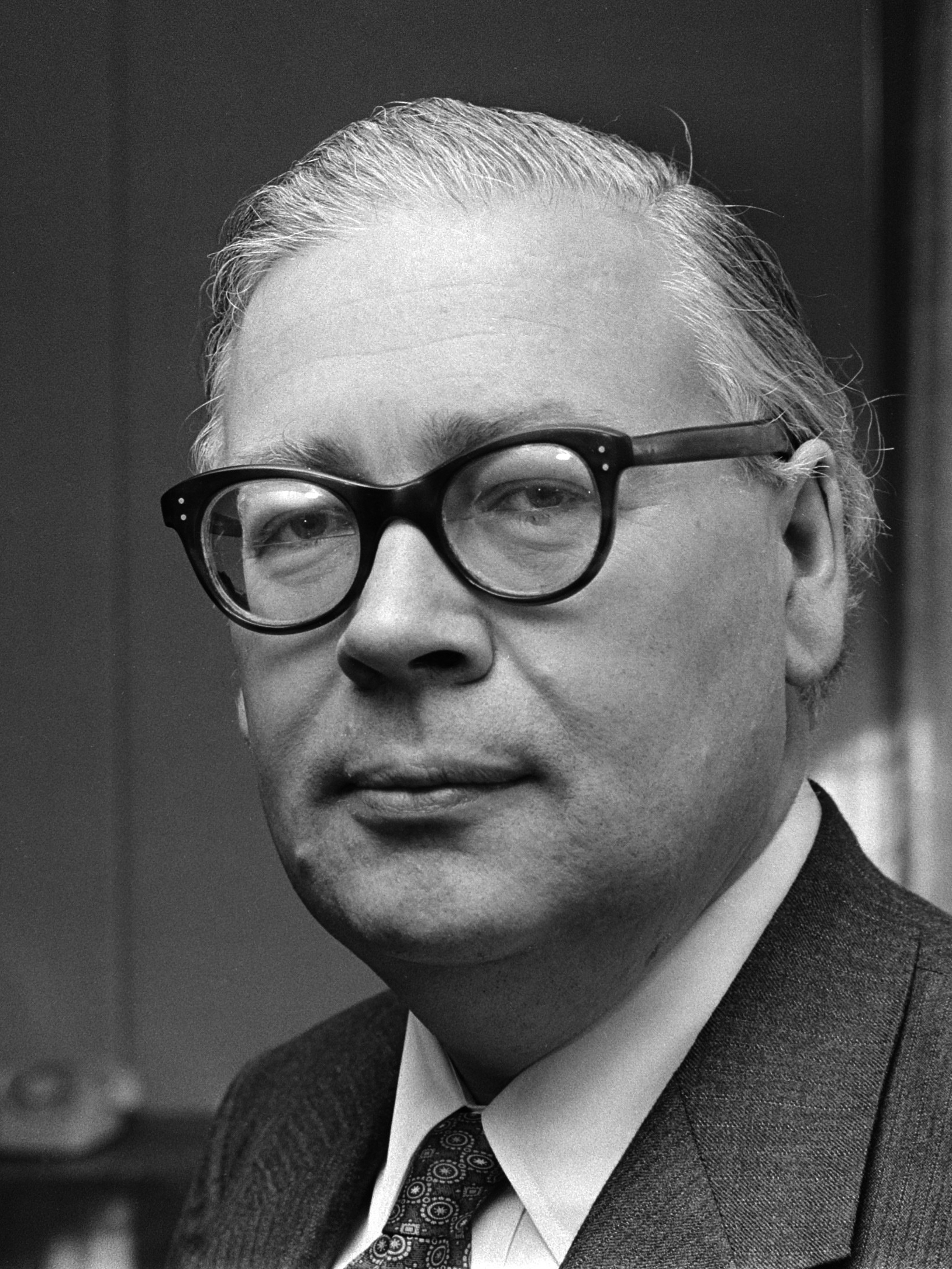
Geoffrey Rippon (1955-1964)
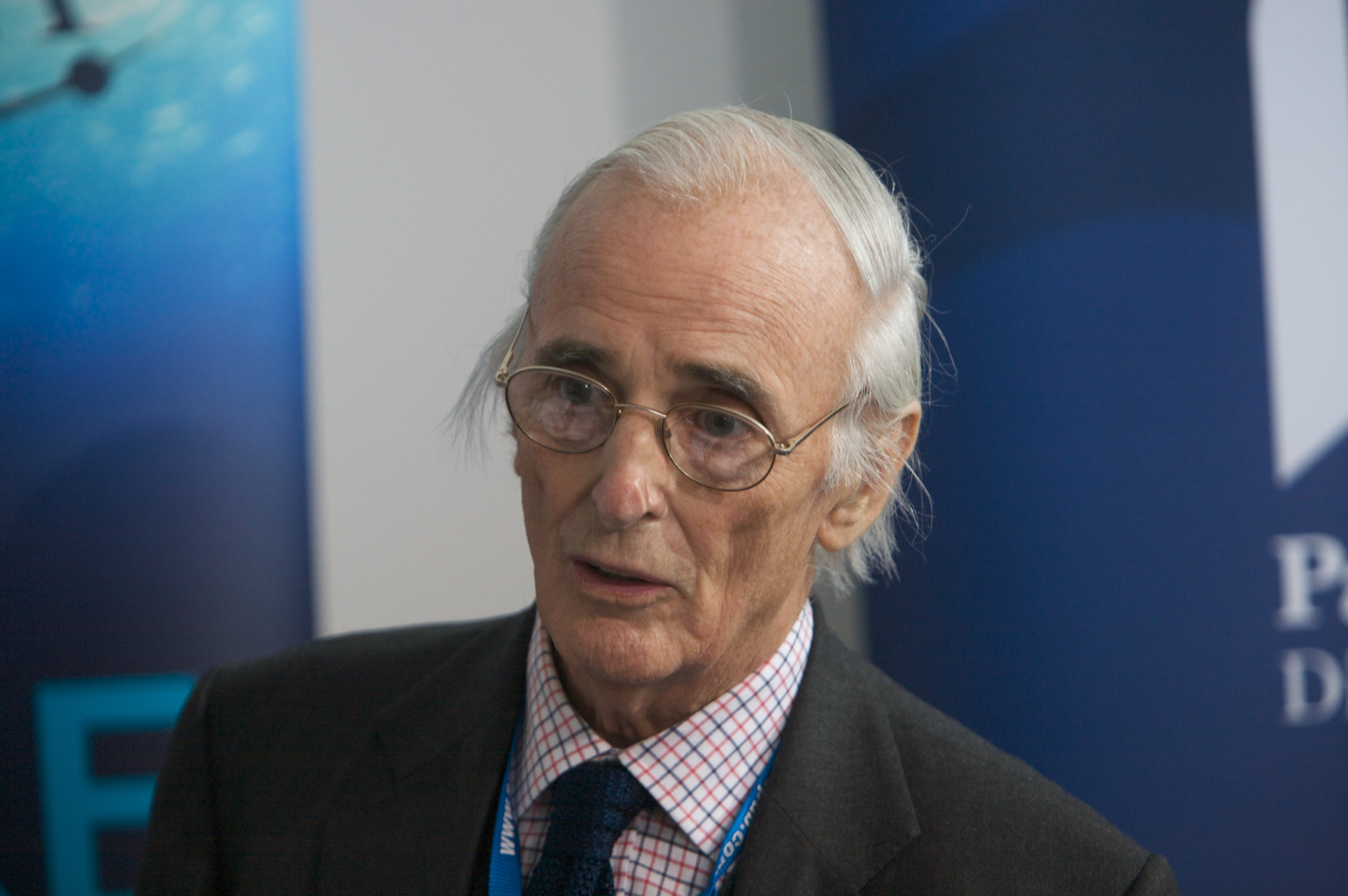
Thomas Stuttaford (1970-1974)
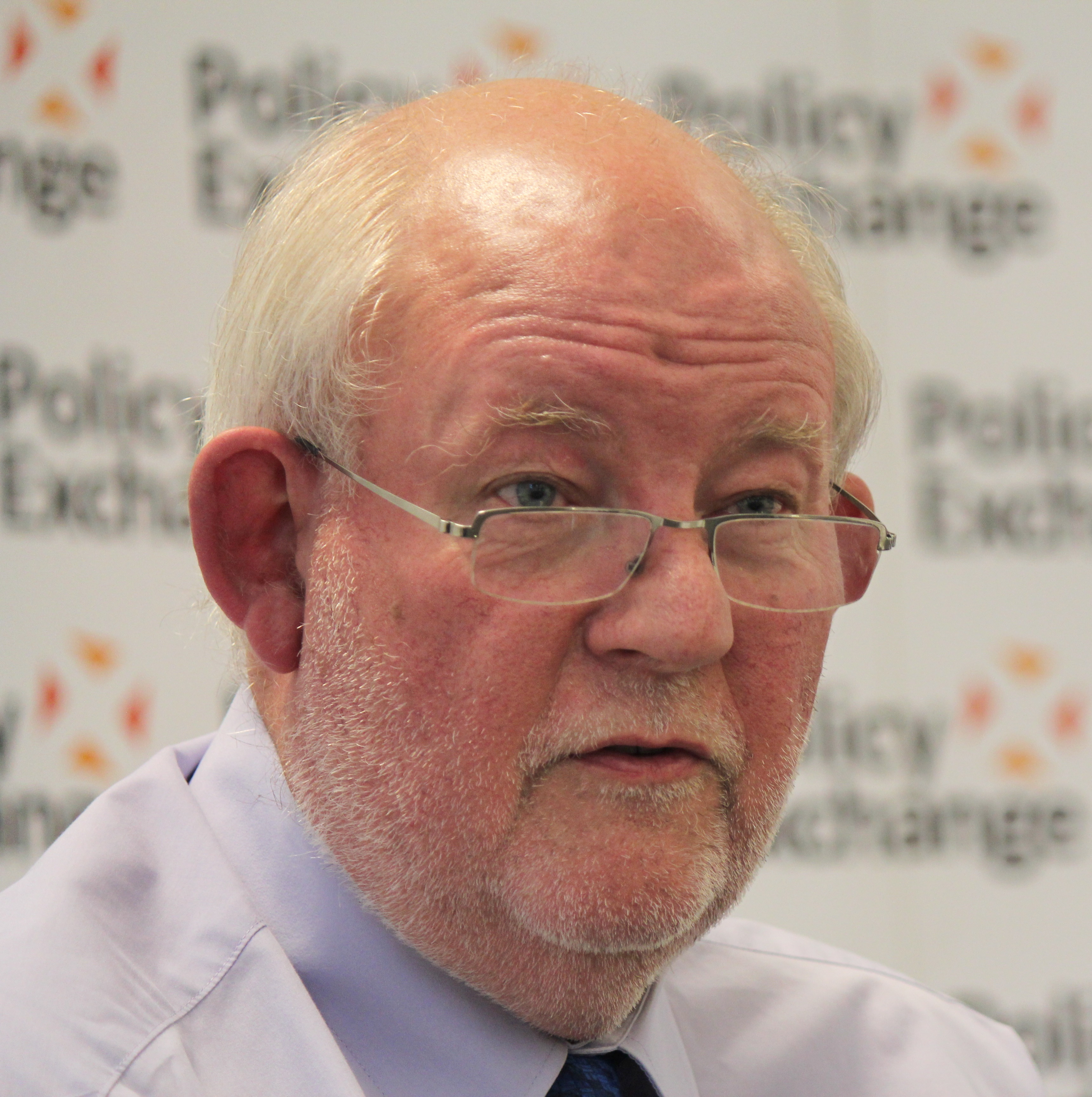
Charles Clarke (1997-2010)
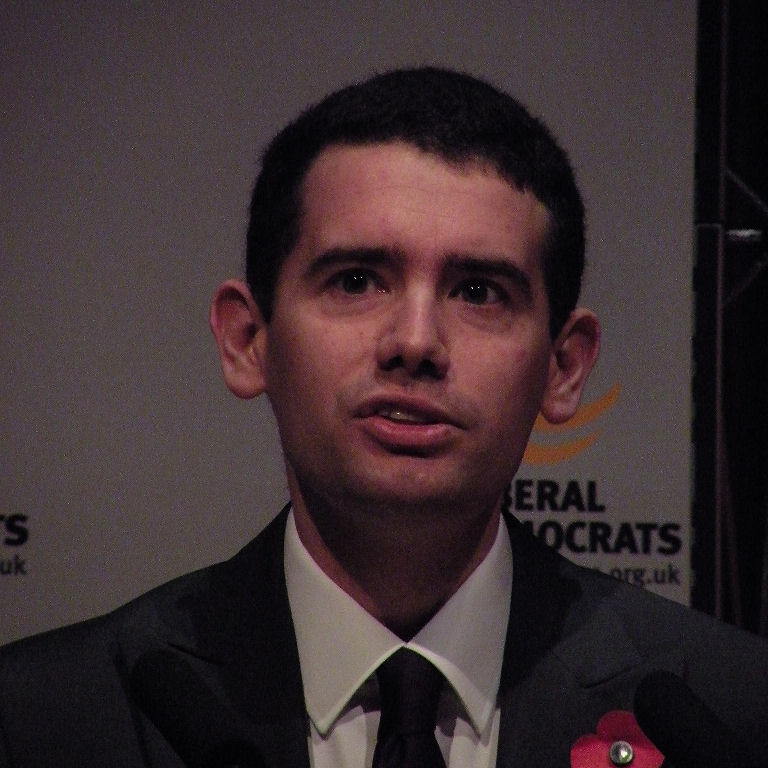
Simon Wright (2010-2015)
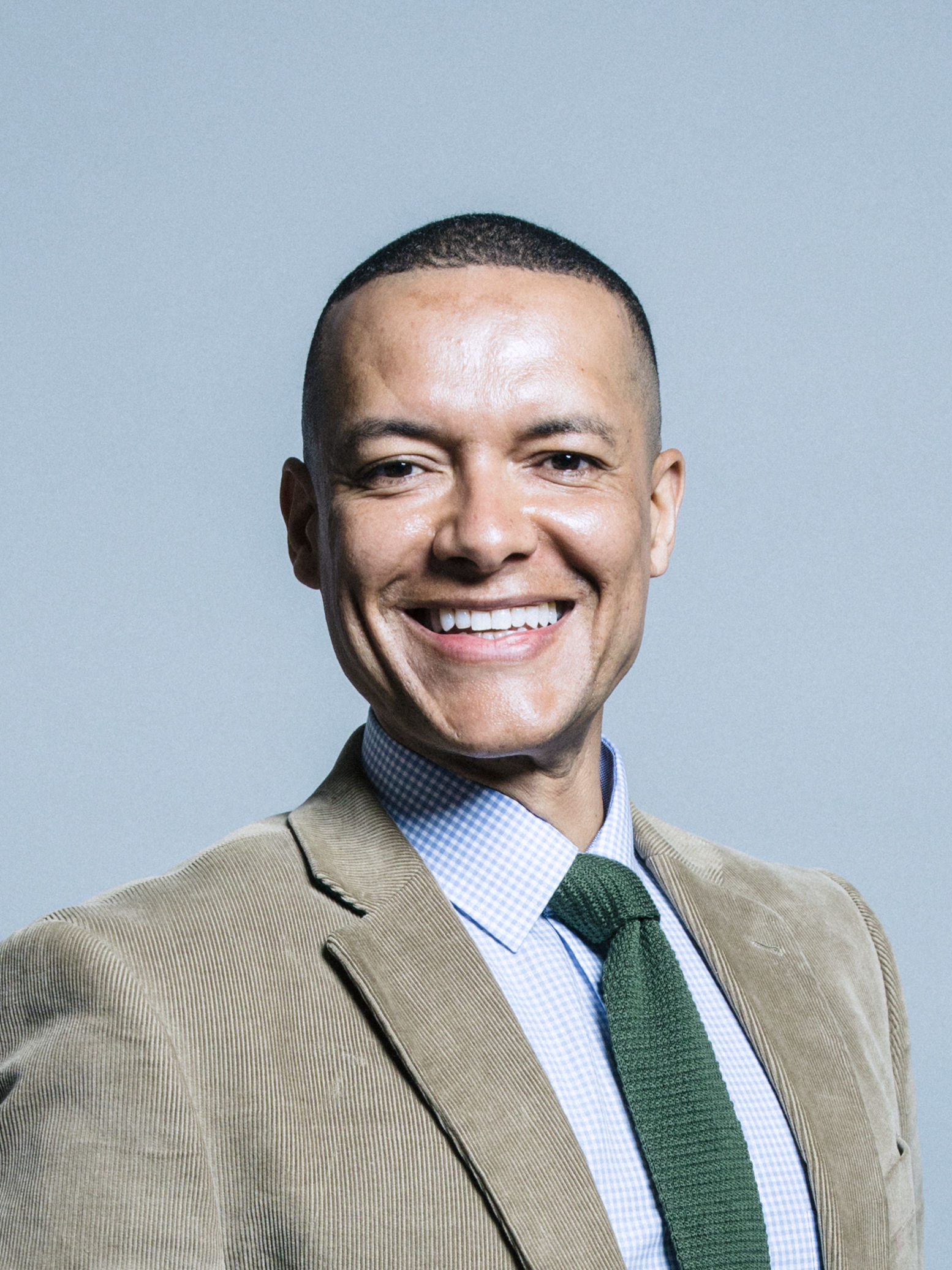
Clive Lewis (2015-Présent)

## Résultats électoraux
| Parti politique         | Parti politique         | Nom                     | Voix   | %       | ±%   | Maj.   |
| ----------------------- | ----------------------- | ----------------------- | ------ | ------- | ---- | ------ |
|                         | Travailliste            | Clive Lewis (sortant)   | 27 766 | 53,73 % | −7,2 | 12 760 |
|                         | Conservateur            | Mike Spencer            | 15 006 | 29,04 % | −1,6 |        |
|                         | Libéraux-démocrates     | James Wright            | 4 776  | 9,24 %  | 3,7  |        |
|                         | Vert                    | Catherine Rowett        | 2 469  | 4,78 %  | 1,9  |        |
|                         | Brexit                  | Sandy Gilchrist         | 1 656  | 3,2 %   | 3,2  |        |
| Total des votes valides | Total des votes valides | Total des votes valides | 51 673 | 100 %   |      |        |
| Électeurs inscrits      | Électeurs inscrits      | Électeurs inscrits      | 77 845 |         |      |        |